# Браун, Луиза
Луи́за Джой Бра́ун (англ. Louise Joy Brown; 25 июля 1978, Олдем, Большой Манчестер, Англия, Великобритания) — английская няня, ставшая первым человеком в мире, родившимся в результате искусственного (экстракорпорального) оплодотворения — ЭКО.
В 2024 году Netflix выпустила фильм Джой: Маленькое чудо.

## Биография
Луиза Джой Браун родилась 25 июля 1978 года в Олдеме (графство Большой Манчестер, Англия, Великобритания) в семье Джона (1943—2007) и Лесли (1948—2012) Браун.
Мать Луизы, Лесли, не могла забеременеть в течение 9 лет и в результате ей это удалось 10 ноября 1977 года с помощью ЭКО, что сделало её первой женщиной в мире, родившей в результате этой процедуры.
В 1982 году у Луизы родилась сестра, Натали Браун, также зачатая путём ЭКО, которая в мае 1999 года стала первым ЭКО-ребёнком, родившим естественно зачатого ребёнка — дочь Кэйси. Позже у Натали родилось ещё трое детей и у самой Луизы двое, также естественно зачатые. Помимо Натали, у Браун была старшая сводная сестра — Шэрон Браун (1961—2013).

## Личная жизнь
С 4 сентября 2004 года Луиза замужем за охранником ночного клуба Уэсли Маллиндером (род.1970). У супругов есть два сына — Кэмерон Джон Маллиндер (род.21.12.2006) и Эйден Патрик Роберт Маллиндер (род. в августе 2013).